# Eddies Cove West
Eddies Cove West is een dorp en local service district in de Canadese provincie Newfoundland en Labrador. De plaats bevindt zich aan de noordwestkust van het eiland Newfoundland.

## Geschiedenis
Sinds 1999 hebben de inwoners van het in gemeentevrij gebied gelegen Eddies Cove West beperkt lokaal bestuur doordat de plaats een local service district werd.

## Geografie
Eddies Cove West ligt aan de zuidoostkust van St. John Bay, een baai aan de westkust van het Great Northern Peninsula van Newfoundland. Het dorp ligt aan provinciale route 430, tussen de plaatsen Port au Choix en Barr'd Harbour.
De plaats heeft het achtervoegsel "West" om het dorp te onderscheiden van Eddies Cove, een plaats die bijna 90 km verder naar het noordnoordoosten toe ligt.

## Demografie
Demografisch gezien is de designated place Eddies Cove West, net zoals de meeste afgelegen plaatsen op Newfoundland, aan het krimpen. Tussen 1991 en 2016 daalde de bevolkingsomvang van 92 naar 36. Dat komt neer op een daling van 60,9% in 25 jaar tijd, wat ook naar Newfoundlandse normen een zeer sterke relatieve daling is.
| Jaar | Aantal inwoners | Verschil |
| ---- | --------------- | -------- |
| 1991 | 92              | –        |
| 1996 | 82              | -10,9%   |
| 2001 | 76              | -7,3%    |
| 2006 | 72              | -5,3%    |
| 2011 | 49              | -31,9%   |
| 2016 | 36              | -26,5%   |